# Diario de Avisos de Zaragoza
El Diario de Avisos de Zaragoza es un periódico español de información local, nacional e internacional que se publicó en la ciudad aragonesa de Zaragoza desde 1870 hasta 1937.

## Historia
Existieron en Zaragoza diferentes diarios de avisos en la época, pero es este, fundado por Calixto Ariño en 1870, el que se considera el diario de avisos zaragozano por excelencia. El primer número del Diario de Avisos de Zaragoza vio la luz el 27 de septiembre de 1870 y se publicó por última vez el 27 de diciembre de 1937.
Hasta el 1 de agosto de 1871 el periódico se publicó bajo el título Diario de Avisos. Noticias, decretos y anuncios, fecha en que comenzó a denominarse Diario de Avisos de Zaragoza. Periódico no político, de noticias y anuncios, Edición de tarde.
El periódico fue diario hasta 1920, año a partir del cual se publicó una vez por semana.

## Publicación
El Diario de Avisos de Zaragoza llegó a alcanzar a finales del siglo XIX una tirada de 13 000 ejemplares. En ocasiones el Diario editó un suplemento titulado Diario de Avisos Ilustrado, así como un almanaque. Entre 1907 y 1909 publicó una sección bajo el título de La Semana Agrícola con periodicidad semanal.No se publicó entre el 27 de marzo de 1919 y el 4 de abril de 1920.
El periódico, el almanaque y todos sus suplementos se imprimieron en Zaragoza, en el establecimiento tipográfico de Calixto Ariño hasta 1904, año a partir del cual pasa a imprimirse en los talleres del Diario de Avisos.

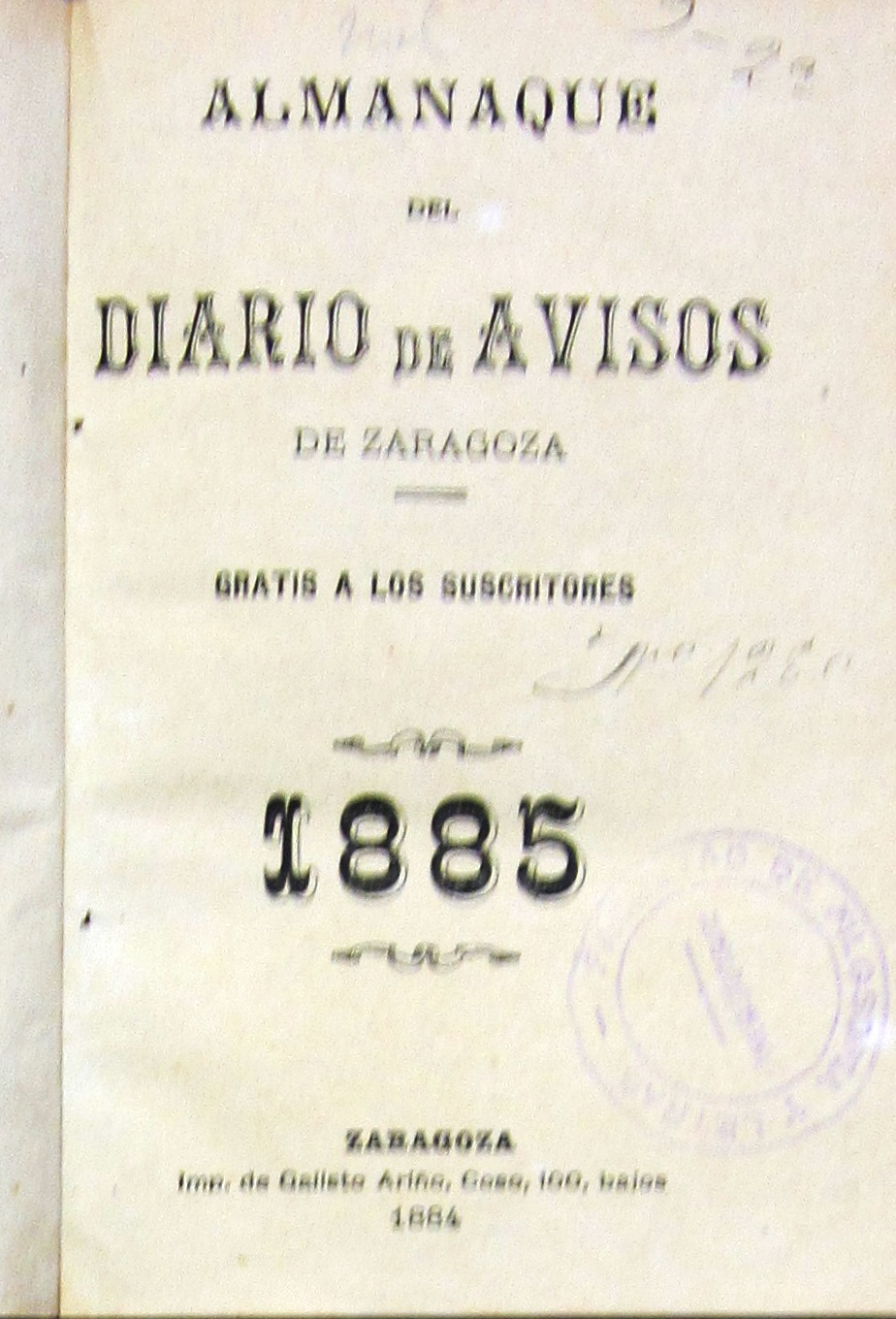
Portada del Almanaque del Diario de Avisos de Zaragoza de 1885

## Colaboradores
Fueron redactores y colaboradores del Diario Calixto Ariño, su director, y otras relevantes figuras aragonesas como Mariano de Cavia, Luis Montestruc Rubio, Antonio Motos y Gregorio García-Arista. Muchos de sus periodistas y colaboradores pasaron a formar parte del Heraldo de Aragón tras su fundación en 1895, aunque siguieron publicando en el Diario de Avisos al ser adquirido por  aquel en 1911, hasta que el Diario deja de publicarse en 1937.

## Localización de originales
En la Hemeroteca Municipal de Zaragoza se conservan una colección incompleta en papel y una colección completa en microfilme.